# 麦家乐
參數所指定的目標頁面不存在，建議更正成存在頁面或直接建立下列一個頁面（建立前請先搜尋是否有合適的存在頁面可以取代）：
- 麦家乐 (赛车手)

麦家乐（Mak Ka Lok，1956年—），男，奥地利籍华人，著名指挥家。
1956年出身于香港，是1987年意大利托斯卡尼尼国际指挥比赛的获奖者和1988年奥地利二十世纪音乐国际比赛的优胜者，1990年代在俄罗斯工作多年，录制了多张交响唱片。